# New Baden (Illinois)
New Baden es una villa ubicada en el condado de Clinton en el estado estadounidense de Illinois. En el Censo de 2010 tenía una población de 3349 habitantes y una densidad poblacional de 808,67 personas por km².

## Geografía
New Baden se encuentra ubicada en las coordenadas 38°32′12″N 89°42′16″O / 38.53667, -89.70444. Según la Oficina del Censo de los Estados Unidos, New Baden tiene una superficie total de 4.14 km², de la cual 4.14 km² corresponden a tierra firme y (0%) 0 km² es agua.

## Demografía
Según el censo de 2010, había 3349 personas residiendo en New Baden. La densidad de población era de 808,67 hab./km². De los 3349 habitantes, New Baden estaba compuesto por el 92.06% blancos, el 2.75% eran afroamericanos, el 0.54% eran amerindios, el 1.19% eran asiáticos, el 0.18% eran isleños del Pacífico, el 0.96% eran de otras razas y el 2.33% pertenecían a dos o más razas. Del total de la población el 4.39% eran hispanos o latinos de cualquier raza.